# Diócesis de Chengde
La diócesis de Chengde (en latín: Dioecesis Chengdensis y en chino: 天主教承德教区) es una circunscripción eclesiástica de la Iglesia católica en China. Se trata de una diócesis latina, sufragánea de la arquidiócesis de Pekín. Desde el 12 de diciembre de 2018 su obispo es Joseph Guo Jincai, aunque para el Anuario Pontificio es sede vacante desde su erección.

## Territorio y organización
La diócesis tiene 39 519 km² y extiende su jurisdicción sobre los fieles católicos de rito latino residentes en la ciudad prefectura de Chengde de la provincia de Hebei. 
La sede de la diócesis se encuentra en el distrito de Shuangluan en la ciudad de Chengde, en donde se halla la Catedral de Jesús Buen Pastor.
En 2018 en la diócesis existían 12 parroquias.

## Historia
El 12 de noviembre de 1948 la ciudad de Chengde en la provincia de Rehe (o de Jehol) fue ocupada por el Partido Comunista de China, que se impuso en la guerra civil y proclamó la República Popular China el 1 de octubre de 1949. Todos los misioneros extranjeros fueron expulsados de China comunista. En 1951 China comunista y la Santa Sede rompieron relaciones diplomáticas, reconociendo la Santa Sede a la República de China en Taiwán como el legítimo gobierno chino. 
Chengde era parte de la diócesis de Jehol. En 1955 la provincia de Rehe fue disuelta por el gobierno comunista y la diócesis de Jehol quedó dentro de la provincia de Hebei y en parte en la región autónoma de Mongolia Interior.
La Asociación Patriótica Católica China fue creada con el apoyo de la Oficina de Asuntos Religiosos de la República Popular de China en 1957, con el objetivo de controlar las actividades de los católicos en China. Su nombre público es Iglesia católica china y es referida como la "Iglesia oficial" en contraposición a la "Iglesia subterránea" o "Iglesia clandestina" leal a la Santa Sede.
La Asociación Patriótica Católica China renombró en junio de 1958 a la diócesis de Jehol como diócesis de Jinzhou y con la ciudad de Chengde y áreas adyacentes erigió la diócesis de Chengde, sin asentimiento de la Santa Sede.
En el período de 1966 a 1976 la Revolución Cultural se ensañó especialmente contra la religión, destruyéndose numerosas iglesias.
En 2010 Joseph Guo Jincai fue nombrado por la Asociación Patriótica Católica China como obispo de Chengde, por lo que luego fue excomulgado por la Santa Sede. Su ordenación, que tuvo lugar el 20 de noviembre de 2010, suscitó protestas de la Santa Sede, ya que incluso los obispos en comunión con la Sede Apostólica se vieron obligados a participar en la celebración, en contra de las directivas vaticanas.
Como un signo de acercamiento entre la Santa Sede y las autoridades chinas,  la diócesis de Chengde fue erigida por el papa Francisco el 8 de septiembre de 2018, con la bula Pulcherrima mulierum. Su territorio se obtuvo de la diócesis de Jehol y del sector de la diócesis de Chifeng dentro de la provincia de Hebei.
El 22 de septiembre de 2018 se firmó en Pekín el Acuerdo provisional entre la Santa Sede y la República Popular de China sobre el nombramiento de los obispos. A la cabeza de la diócesis estaba Joseph Guo Jincai, secretario de la Conferencia episcopal china (no reconocida por la Santa Sede), y nombrado obispo por las autoridades de Pekín y no por la Santa Sede. Jincai fue uno de los siete obispos readmitidos a la plena comunión por el papa Francisco el 22 de septiembre de 2018. El papa confirmó a Jincai en su papel pastoral, según comunicación de la Santa Sede recibida el 12 de diciembre de 2018 en Pekín en el marco de una celebración eclesial.
El 22 de octubre de 2020 el acuerdo fue prorrogado por otros dos años y en octubre de 2022 por otros dos años más.
Debido a la situación particular de la Iglesia católica en China, la Santa Sede no nombra obispos para las diócesis chinas, que son sedes oficialmente vacantes incluso en presencia de obispos reconocidos por Roma.

## Estadísticas
Según la bula de erección, la diócesis tenía en 2018 un total de 25 000 fieles bautizados.
| Año                                                                                            | Población            | Población | Población      | Sacerdotes | Sacerdotes    | Sacerdotes    | Bautizados por sacerdote | Diáconos permanentes | Religiosos | Religiosos | Parroquias |
| Año                                                                                            | Bautizados católicos | Total     | % de católicos | Total      | Clero secular | Clero regular | Bautizados por sacerdote | Diáconos permanentes | Varones    | Mujeres    | Parroquias |
| ---------------------------------------------------------------------------------------------- | -------------------- | --------- | -------------- | ---------- | ------------- | ------------- | ------------------------ | -------------------- | ---------- | ---------- | ---------- |
| 2018                                                                                           | 25 000               | 3 700 000 | 0.7            | 7          |               |               | 3571                     |                      |            | 10         | 12         |
| Fuente: Catholic-Hierarchy, que a su vez toma los datos de la bula de erección de la diócesis. |                      |           |                |            |               |               |                          |                      |            |            |            |

## Episcopologio
- Sede vacante
  - Joseph Guo Jincai, desde el 12 de diciembre de 2018[nota 1]